# Magnus Herrlin (ämbetsman)
Magnus Christian Natanael Herrlin, född den 30 december 1872 i Östra Vemmenhögs församling, Malmöhus län, död den 21 januari 1927 i Halmstad, var en svensk ämbetsman. Han var bror till Axel och Johannes Herrlin samt kusin till Magnus Herrlin.
Herrlin blev 1889 student vid Lunds universitet, där han avlade filosofie kandidatexamen 1891 och hovrättsexamen 1900. Han blev extra ordinarie notarie i Göta hovrätt sistnämnda år, extra länsnotarie i Älvsborgs län 1903 och ordinarie länsnotarie där 1905. Herrlin var sekreterare hos Älvsborgs läns landsting 1905–1916 och kamrerare där 1914–1916. Han var landssekreterare i Hallands län från 1916 till sin död. Herrlin blev riddare av Nordstjärneorden 1922. Han vilar på Östra Vemmenhögs kyrkogård.